# كارل من هابسبورغ
كارل من هابسبورغ (بالألمانية: Karl Habsburg-Lothringen)‏ أو كارل فون هابسبورغ (11 يناير 1961) ويُعروف بالصفة الملكية أرشيدوق كارل من النمسا، هو رئيس أسرة هابسبورغ-لورين منذ 2007 حتى الآن هو ابن أوتو من هابسبورغ الابن البكر لـكارل الأول إمبراطور النمسا-المجر.

## روابط خارجية
- كارل من هابسبورغ على موقع مونزينجر (الألمانية)